# 3426 Seki
3426 Seki è un asteroide della fascia principale. Scoperto nel 1932, presenta un'orbita caratterizzata da un semiasse maggiore pari a 2,6200203 UA e da un'eccentricità di 0,0939542, inclinata di 13,15365° rispetto all'eclittica.
L'asteroide è dedicato all'astronomo giapponese Tsutomu Seki.